# All Star Game maschile di pallavolo 1999
L'All Star Game maschile di pallavolo 1999 fu la 9ª edizione della manifestazione organizzata dalla FIPAV.

## Regolamento
Alla manifestazione presero parte due squadre, la Nazionale Italiana e una squadra creata apposta per l'evento, gli All Stars.
Queste due squadre sono composte, in questa edizione, dai giocatori stranieri e italiani presenti nel campionato italiano 1999-2000.
Venne disputata una partita unica. La gara si svolse a Brescia, sede della manifestazione.